# Coenagrion resolutum
Coenagrion resolutum ist eine Kleinlibellenart aus der Familie der Schlanklibellen (Coenagrionidae), die in großen Teilen Kanadas und Nordamerikas vorkommt und dort zu den am weitesten verbreiteten und häufigsten Libellen zählt. Die Verbreitung reicht von Kalifornien bis in den hohen Norden, so dass C. resolutum zu den Libellen mit dem nördlichsten und damit auch kältesten Lebensraum zählt. Zur Überwinterung lassen sich die, durch Frostschutzstoffe im Blut geschützten, Larven im Eis einfrieren. Besiedelt werden mit Seggen und Schachtelhalm bewachsene Sümpfe, Teiche und Randbereiche größerer Seen. Coenagrion resolutum ist mit Coenagrion angulatum und Coenagrion interrogatum eine von drei in Amerika vorkommenden Azurjungfernarten.

## Merkmale

### Merkmale der Imagines
Coenagrion resolutum ist eine typische Schlanklibelle mit einer Körperlänge von 27 bis 33 Millimetern und einer Länge der Hinterflügel von 15 bis 20 Millimetern. Die männlichen Imagines besitzen eine blaue Grundfarbe auf der Oberseite von Thorax und Abdomen, die auf den Seitenflächen in ein helles Grün übergeht. Noch nicht vollständig ausgereifte Männchen können ein blaues Abdomen, aber einen noch bräunlichen Thorax aufweisen. Die blaugrünlichen Augen sind oberseits dunkel, so dass sie wie von einer Kappe bedeckt wirken. Der sich auf der Oberseite des Thorax befindende Mittelstreifen ist breit, die seitlichen Antehumeralstreifen sind dagegen relativ schmal und können manchmal wie durchbrochen wirken, die darauf folgenden Humeralstreifen sind wieder breiter. Die darunterliegenden blauen Thoraxseiten werden azurjungferntypisch von zwei vom Flügelansatz ausgehenden, feinen schwarzen Strichen strukturiert. Die unverkennbare Abdomenzeichnung der Mittelsegmente zeigt einen sich über zweieinhalb Segmente erstreckenden, schwarzen Bereich und zwei kurze, dunkle Streifen nahe dem Thorax. Das zweite Segment trägt eine azurjungferntypische schwarze U-förmige Zeichnung, mit breiter Basis und schmalen Armen. Diese wird manchmal als an einen Dämonenkopf erinnernd beschrieben. Die Segmente drei bis fünf sind halb schwarz, halb blau, sechs und sieben sind überwiegend schwarz gefärbt. Das achte bis zehnte Segment ist blau, mit schwarzer Zeichnung nur auf der Oberseite des zehnten und paarigen distalen Flecken auf der Oberseite des neunten.
Die Teilung der Antehumeralstreifen ist in einigen Populationen häufiger zu beobachten als in anderen, weiter im Norden des Verbreitungsgebiets ist die schwarze Zeichnung der Individuen ausgedehnter und es ist wahrscheinlicher, dass die Antehumeralstreifen durchbrochen sind.
Die Weibchen sind kräftiger gebaut; die Thoraxzeichnung entspricht der der Männchen, allerdings wird der Hinterrand des Prothorax von einem hellen Streifen gesäumt. Die Weibchen treten in zwei Farbmorphen auf, einer hell rosa-bräunlichen heterochromen (wie die Weibchen gefärbten) und einer leuchtend grünlich bis blau-grünlichen androchromen (männchenfarbenen) Form. Das Abdomen ist oberseits, mit Ausnahme feiner blasser Ringe an den Segmentenden, ganz geschwärzt. Auf den Segmenten sieben bis neun sind die distalen Ringe etwas breiter und in beiden Farbmorphen blau.

### Ähnliche Arten
Coenagrion resolutum hebt sich durch die leichte Grünfärbung des Thorax und die größeren Schwarzanteile auf dem Abdomen gegenüber anderen im gleichen Habitat vorkommenden Schlanklibellen ab. Die U-förmige Zeichnung des zweiten Abdominalsegments hat andere Proportionen als die ansonsten gleiche Zeichnung von Coenagrion interrogatum, die außerdem immer durchbrochene Antehumeralstreifen und eine andere Zeichnung der Abdominalseitenflächen zeigt. Nördliche dunkle Populationen von Enallagma annexum und Enallagma boreale, können ebenfalls eine U-förmige Zeichnung auf dem zweiten Segment haben, sind aber größer als C. resolutum, genau wie Enallagma anna, die deutlich längere Hinterleibsanhänge hat.
Die Weibchen der beiden anderen vorkommenden Azurjungfernarten haben helle Bereiche auf den Abdominalsegmenten, wie auch die im gleichen Habitat vorkommenden Becherjungfern farbige Bereiche entweder auf den Mittel- oder den hinteren Segmenten zeigen. Einige kleine Arten wie Enallagma minusculum, Enallagma laterale und Enallagma recurvatum ähneln C. resolutum, haben aber keinen hellen Prothoraxrand und besitzen auf dem achten Hinterleibssegment einen abstehenden Dorn vor dem Legebohrer. Typisch für die Weibchen der Becherjungfern ist darüber hinaus ein farblich abgesetzter, horizontaler Streifen in der Mitte der Augen, der den Azurjungfern fehlt.

## Verbreitung

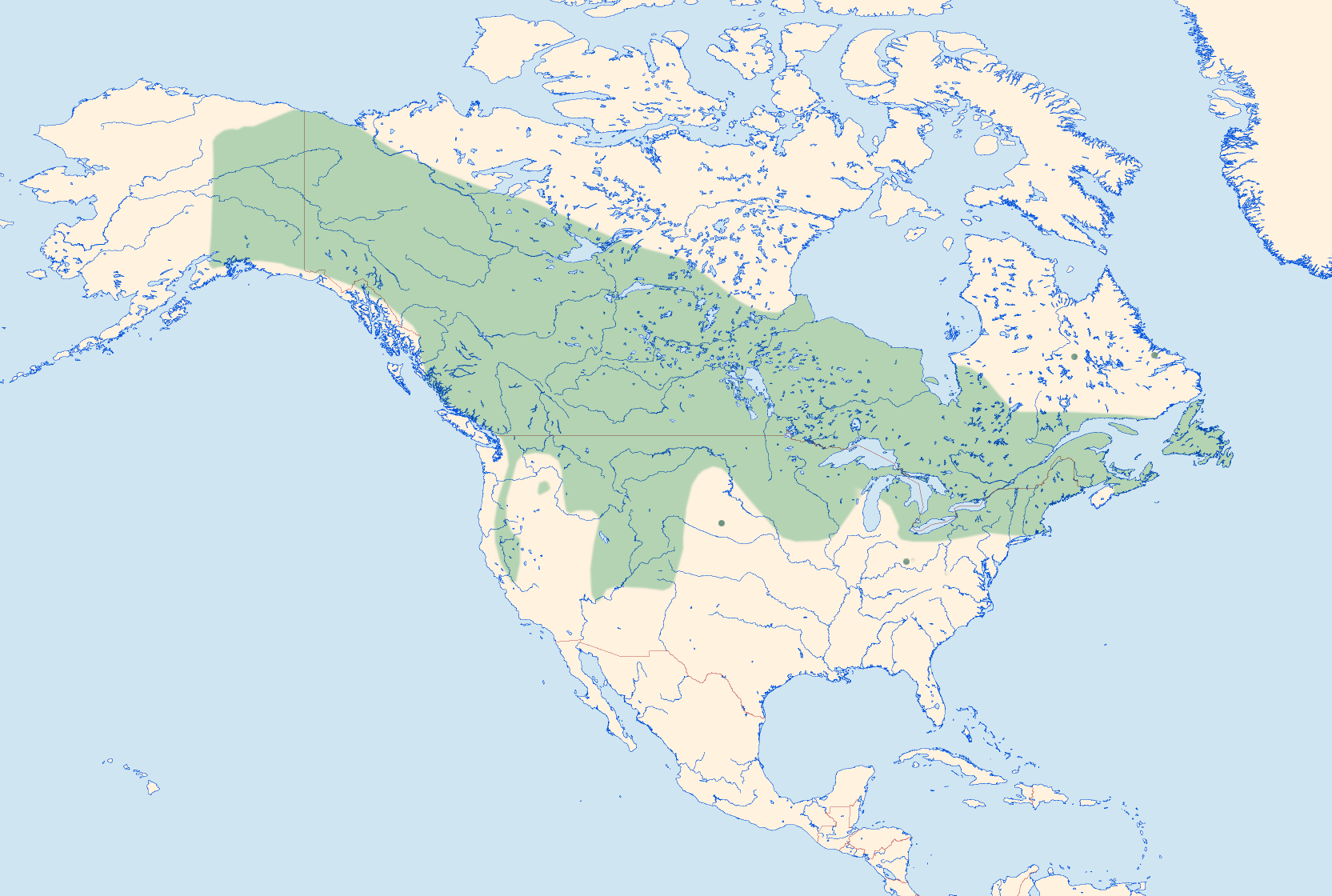
Verbreitung von Coenagrion resolutum.

Die Verbreitung von Coenagrion resolutum zieht sich vom östlichen Alaska durch ganz Kanada bis Iowa, Pennsylvania und Massachusetts. Im südwestlichen Teil des Verbreitungsgebiets reicht das Vorkommen in Berglagen bis nach Nordkalifornien und die zentralen Rocky Mountains, wo Individuen schon in Höhen von weit über 3.000 m nachgewiesen wurden.
C. resolutum besiedelt Seggensümpfe und gut bewachsene Teiche, sowie die Seggenriede größerer Seen und ist häufig in Beständen des Teich-Schachtelhalms anzutreffen. Im südlichen Teil des Verbreitungsgebietes werden schattige, kühlere Lebensräume bevorzugt. Die Azurjungfern sind oft mit einer der beiden anderen in Amerika vorkommenden Arten der Gattung vergesellschaftet, wobei im Gegensatz zu Coenagrion angulatum, das häufiger an sonnenbeschienenen Gewässer gefunden wird, Coenagrion resolutum zumindest teilweise beschattete Lebensräume bevorzugt.

### Bestand und Status
Coenagrion resolutum ist eine der häufigsten Kleinlibellen in Kanada, die Art ist in vielen Schutzgebieten, einschließlich der Provinz- und State Parks in Kanada und den Vereinigten Staaten von Amerika heimisch. Es scheint daher zurzeit keine Notwendigkeit für Schutzmaßnahmen zu geben, die International Union for Conservation of Nature and Natural Resources (IUCN) stuft Coenagrion resolutum als ungefährdet („least concern“) ein.

## Lebensweise
Coenagrion resolutum kann in geeigneten Habitaten sehr häufig werden. Die Imagines bleiben bevorzugt in der dichten Vegetation der Gräser und Seggen, so dass sie schwerer aufzufinden sind, als die im gleichen Habitat lebenden Becherjungfern (Enallagma). In Ruheposition werden die Flügel häufig leicht abgespreizt. Als relativ schwache Flieger fliegen sie selten – falls überhaupt – über dem offenen Wasser, sind aber auf Torfmoosmatten anzutreffen. Die Paarung beginnt abseits der Entwicklungsgewässer, wozu die Männchen die Vegetation im schnellen Flug auf der Suche nach paarungsbereiten Weibchen durchstreifen. Die Eiablage erfolgt in flutende oder aufrechte Pflanzenstängel, immer oberhalb der Wasserlinie.
Bis zum Schlupf der Larven aus den Eiern vergehen zwei bis drei Wochen, anschließend erfolgt eine rasche Entwicklung, ehe die Überwinterung in einer der letzten drei Entwicklungsstadien einsetzt. Dennoch ist das Wachstum der Larven, verglichen mit dem schnell wachsender Arten, wie zum Beispiel den Teichjungfern (Lestidae), relativ langsam und dauert zwischen 10 und 22 Monaten. Zur Überwinterung suchen die Larven, durch Frostschutzstoffe im Blut geschützt, bewusst Plätze auf, an denen sie sich bei einsetzendem Frost einfrieren lassen. In den südlicheren, wärmeren Teilen des Verbreitungsgebiets ist dieses Verhalten nicht zu beobachten. Die Larven bleiben bis zur Eisschmelze in der Diapause, um anschließend die Entwicklung fortzusetzen. Dabei kommt es zur Bildung einer Rangordnung zwischen den Larven, die günstige Futterplätze aggressiv gegenüber Artgenossen verteidigen. Die frisch geschlüpften Libellen verlassen das Entwicklungsgewässer um zu fressen und auszureifen. Die Ausreifung zum geschlechtsreifen Tier dauert ungefähr eine Woche. Unter widrigen Umständen kann es auch zu einer semivoltinen Entwicklung kommen, bei der C. resolutum zwei Jahre benötigt, um den Entwicklungszyklus zu beenden.
Die Flugzeit der Imagines differiert mit der Verbreitung und reicht in Yukon und Ontario im nordwestlichen und nordöstlichen Kanada von Mai bis August, in den südlicher gelegenen Vorkommen in Arizona und Ohio liegt sie im Juni und Juli.

## Systematik
Coenagrion resolutum wird innerhalb der Schlanklibellen in die Gattung der Azurjungfern (Coenagrion) gestellt, die 1890 von William Forsell Kirby angelegt wurde. Die 40 Arten zählende Gattung ist hauptsächlich in Europa und Asien verbreitet und wird in Amerika neben C. resolutum nur von Coenagrion angulatum und Coenagrion interrogatum vertreten. C. resolutum ist mit C. interrogatum näher verwandt, als mit C. angulatum, was sich auch in der Wahl ihrer Lebensräume zeigt. Sie bevorzugen Hochmoore, wohingegen C. angulatum hier seltener zu finden ist. Auch körperlich ähneln sich die beiden Arten, C. angulatum ist dagegen deutlich kräftiger gebaut. Alle drei Spezies haben Verwandte in der Alten Welt, mit denen sie näher verwandt sind als untereinander.
Coenagrion resolutum wurde 1876 von Hermann August Hagen erstbeschrieben, das Artepitheton resolutum bezieht sich wohl auf die Fähigkeit mit den Anforderungen eines weit nördlich liegenden Lebensraums klarzukommen. Der englische Name „Taiga Bluet“ beschreibt treffend den Verbreitungsschwerpunkt der Art in der nordamerikanischen Taiga.